# 5950 Leukippos
5950 Leukippos eller 1986 PS4 är en asteroid i huvudbältet som upptäcktes den 9 augusti 1986 av den belgiske astronomen Eric W. Elst och den bulgariska astronomen Violeta G. Ivanova vid Rozhen-observatoriet. Den är uppkallad efter den grekiska filosofen Leukippos.
Asteroiden har en diameter på ungefär 10 kilometer och den tillhör asteroidgruppen Eos.